# Український єврейський комітет

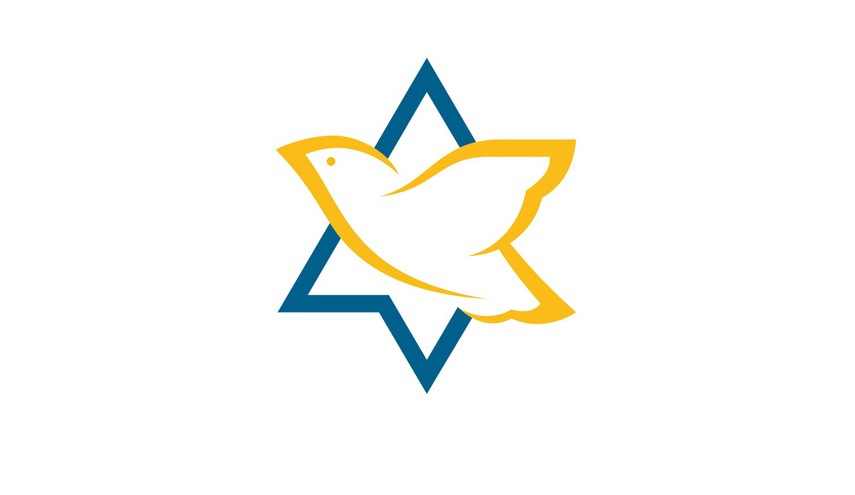
Логотип Українського єврейського комітету

Український єврейський комітет — міжнародна громадська організація, створена у 2008 році задля боротьби з антисемітизмом, ксенофобією і расизмом. Протидіє спробам героїзації військових злочинців і співучасників Голокосту, заперечення і викривлення історії Голокосту. Сприяє діалогу між світовими релігіями і підтримує Державу Ізраїль.  
Директором Комітету є Едуард Долінський, а президентом — народний депутат України Олександр Фельдман.
У березні 2014 року О. Фельдман повідомив, що 2 квітня 2014 року "Український єврейський комітет проведе четвертий щорічний міжконфесійний національний форум, за участю учасників 50 країн, для обговорення антисемітизму" ("the Ukrainian Jewish Committee will host its fourth annual interfaith national forum, featuring participants from 50 countries coming together to discuss anti-Semitism").
На 2018-2019 рік відсутні будь-які дані чи звіти про діяльність організації.